# Alain II
Pour les articles homonymes, voir Alain.
Alain II, dit Alain le long (vers 630-690) est  un roi légendaire d'Armorique. 

## Biographie
L'Historia regum Britanniae Geoffroi de Monmouth, indique que le roi Alan d'Armorique est le neveu de Salomon II et qu'il reçoit dignement Cadwaladr chassé de son royaume du Pays de Galles par ses ennemis. Cadwaladr demande l'aide d'Alan pour reprendre son trône mais Alan consulte divers livres de prophéties dont celles de « l'aigle de Shaftesbury », les prédictions de la Sibylle et de Merlin et il conseille ensuite à son hôte d'obéir à l'injonction divine et d'abandonner l'île de Bretagne
Selon Alain Bouchart il règne de 654 à 682 et selon Bertrand d'Argentré de 660 à 690. Pour Dom Morice il naît vers l'année 630 et succède à son père, le roi Judicaël, en 638 ou 642 il est le neveu de Salomon II et également le frère des saints Judoc et Winoc. Il aurait été le premier qui s'intitule « roi par la grâce de Dieu ; » mais le titre sur lequel s'appuie cette assertion est considéré comme apocryphe : c'est une ordonnance portant la date de 683, extraite d'une ancienne copie de la « Chronique de Saint-Brieuc ». Le pseudo Alain II meurt en 690 ; son « règne » fut contemporain de la peste (historique) qui désole l'île de Bretagne en l'année 664. D'après la page 56 du manuscrit Cardiff MS.2.136, une fille de cet Alain aurait été l'épouse de Cadwaladr et la mère d'Idwal Iwrch.
Selon une autre tradition il est l'oncle de Concar le fondateur légendaire de la ville de Concarneau car certaines généalogies en font le père d'un pseudo roi de Bretagne Gradlon II avec un règne de 690-722, qui semble en fait n'être qu'un doublet de Gradlon Flam dont le nom apparaît dans diverses listes de comte de Cornouaille.

## Sources
- Biographie bretonne : recueil de notices sur tous les Bretons qui ..., Volume 1, Par Prosper Jean Levot
- (en) Peter Bartrum, A Welsh classical dictionary: people in history and legend up to about A.D. 1000, Aberystwyth, National Library of Wales, 1993 (ISBN 9780907158738), p. 8 ALAN II. Fictitious king of Armorica.
- Geoffroy de Monmouth, Histoire des rois de Bretagne, traduit et commenté par Laurence Mathey-Maille, Paris, Édition Les belles lettres, coll. « La roue à livres », 2004, 352 p. (ISBN 2-251-33917-5)

## Article lié
- Liste des rois légendaires d'Armorique